# ヒュパティア (石)
ヒュパティア（英語: Hypatia）は、汚れた雪だまの試料として、初の事例となる、小さな隕石である。名前は古代ローマ時代の数学者ヒュパティアに由来する。

## 発見
ヒュパティアは1996年12月に、アリ・A・バラカットがエジプト南部 北緯25度20分 東経25度30分 / 北緯25.333度 東経25.500度 で発見した。この地域ではリビアングラスが発見されている。

## 分析
南アフリカで行われた分析では、ヒュパティアには微細なダイヤモンドが含まれており、地球外に由来していることが示された。リビアングラスの生成を引き起こした物体の一部であったと考えられている。ヒュパティアは極めて珍しい化学組成をしており、太陽系よりも前に生成された可能性が示されている。